# Norma (klisna)

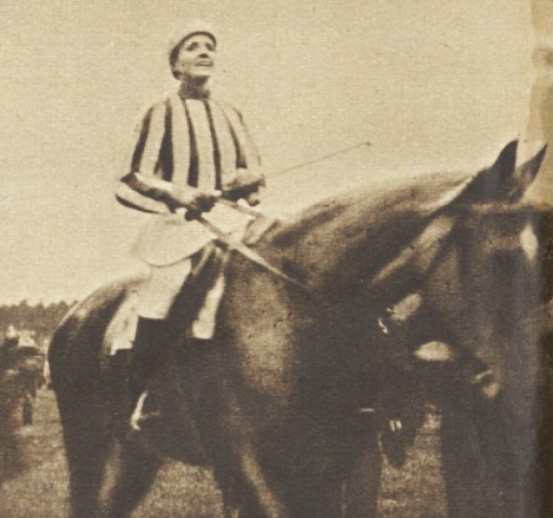
Klisna Norma (v sedle Lata Brandisová) po vítězství na Velké pardubické 1937

Klisna Norma byla vítězný kůň Velké pardubické v roce 1937. 

## Původ a sportovní výsledky
Narodila se v roce 1927 v chovu Zdenka Radslava Kinského, který byl vzdáleným bratrancem Laty Brandisové.
V roce 1933 s ní byla Lata Brandisová na Velké pardubické třetí, rok nato druhá. V roce 1935 dojela do cíle pátá navzdory těžkému pádu na Taxisově příkopu. Další rok pak Norma odstartovala s jiným jezdcem a obsadila páté místo. 
V roce 1937, kdy se konal 56. ročník Velké pardubické, již Norma neměla na start nastoupit a s ohledem na předchozí výsledky měla být zařazena do chovu. Na start se dostala na přímluvu Laty Brandisové, která s ní poté, jako první žena v historii těchto dostihů, vyhrála.